# Skeo (Symbister)

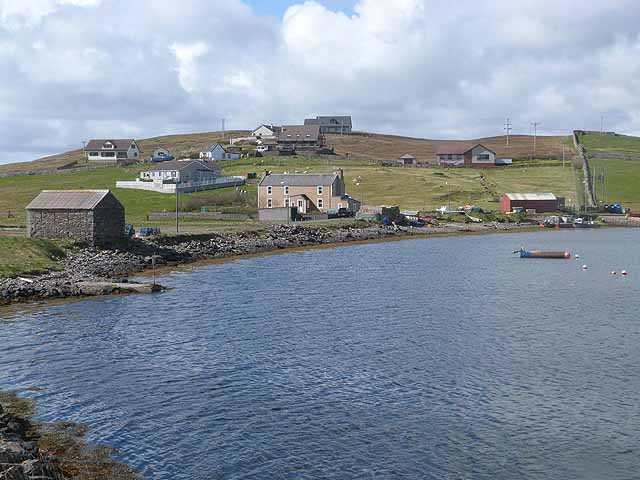
Strand von Symbister, ganz links das Skeo

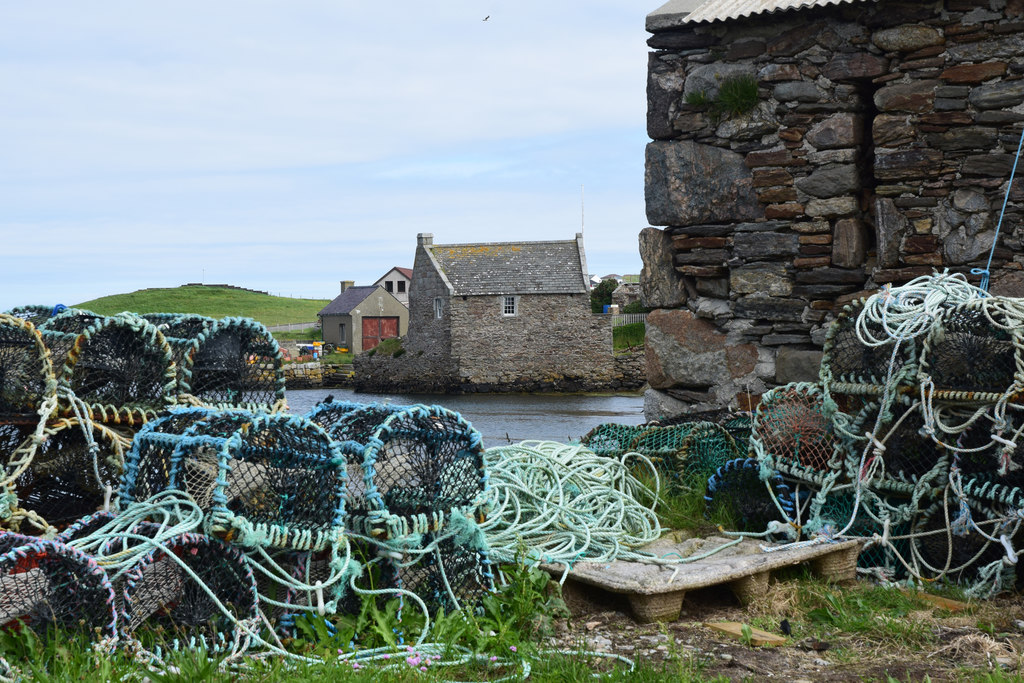
Blick auf das Pier House, am rechten Bildrand das Skeo mit einem der Belüftungsschlitze

Das Skeo von Symbister ist ein freistehendes Gebäude am Strand des Hauptortes der zu den Shetlands zählenden Insel Whalsay. Es ist eines der wenigen noch vorhandenen größeren, kommerziell genutzten Skeos, eines auf den Shetlands und den Orkneys früher weit verbreiteten, aus Trockenmauerwerk errichteten Bautyps, in denen Lebensmittel, in diesem Falle Fisch, durch Lufttrocknung haltbar gemacht wurden. Das im späten 19. Jahrhundert erbaute Skeo ist als Listed Building der Kategorie C ausgewiesen und steht somit unter Denkmalschutz.
Das rechteckige, mit einem Wellblechdach versehene Gebäude ist aus Granit erbaut: der Hauptteil der Außenwände besteht aus unregelmäßig zusammengefügten Bruchsteinen, an den Ecken finden sich Werksteine. Auf den beiden Längsseiten sind jeweils acht, in zwei unterschiedlichen Ebenen angeordnete Belüftungsschlitze eingelassen. Auf der seewärtigen Querseite befindet sich eine Tür mit einem darüberliegenden Segmentbogen. Der landseitige Eingangsbereich weist eine doppelte hölzerne Schiebetür auf, sie ist ebenso wie der Putz, der nur auf dieser Querseite anzutreffen ist, jüngeren Datums.